# 국면
국면은 반면에 전개되는 우열의 형세 또는 승패의 변화다.